# GL (motorfiets)

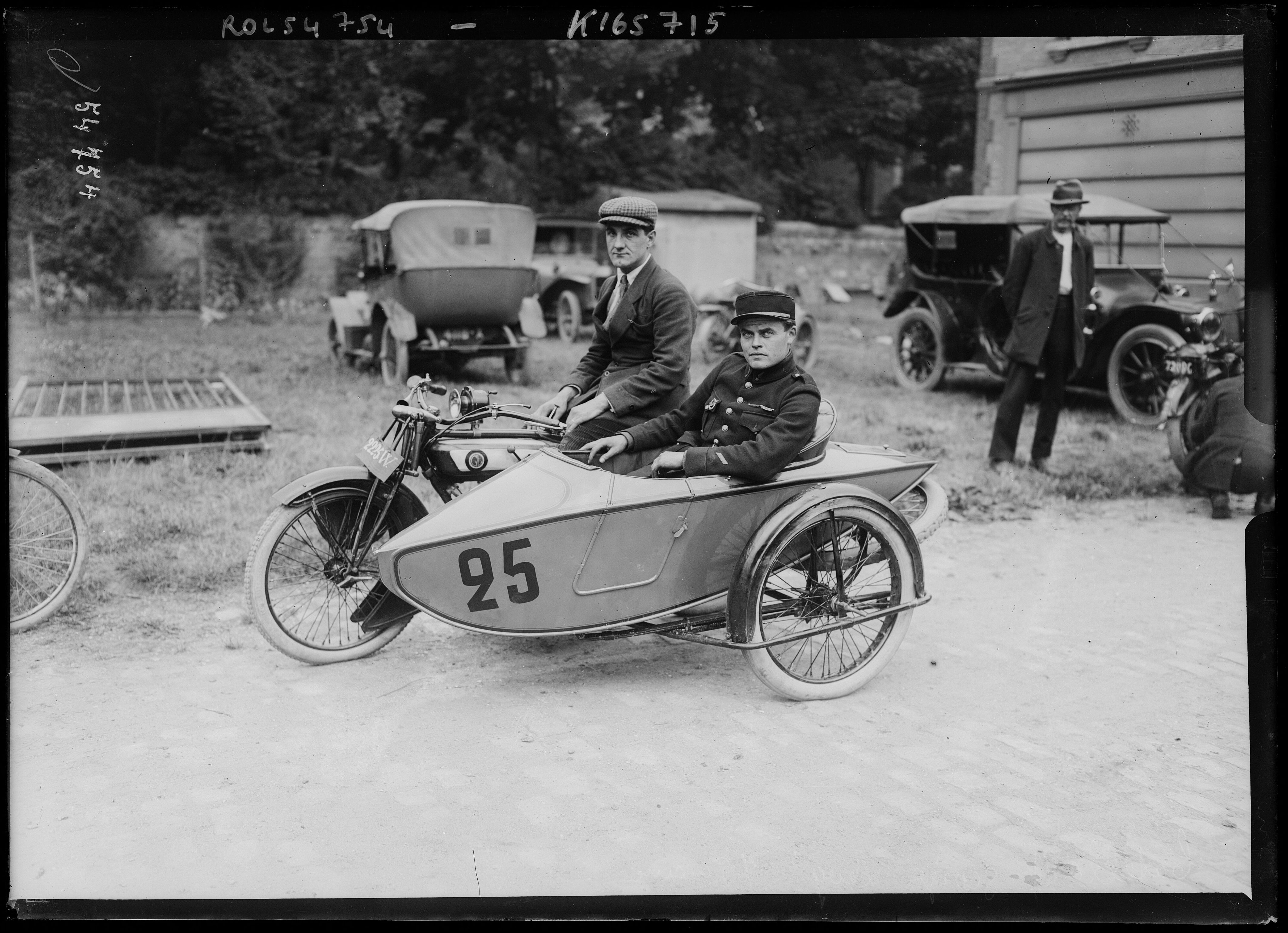

GL is een Frans historisch merk van motorfietsen.
De bedrijfsnaam was: Ets. Georges Lévy, Argenteuil.
Georges Lévy begon onmiddellijk na de Eerste Wereldoorlog met de productie van motorfietsen die grotendeels uit geïmporteerde Britse onderdelen waren samengesteld. Hij gebruikte 1.000cc-JAP-V-twins met losse Sturmey-Archer-versnellingsbakken en Binks-carburateurs.
In 1921 werd de productie beëindigd.